# Shani Mootoo
Shani Mootoo (Dublin, 1957) é uma escritora, artista visual e produtora audiovisual, nasceu em Dublin, na Irlanda, em 1957. Filha de pais de Trindade e Tobago, ela cresceu em Trindade e se mudou aos 19 anos de idade para Vancouver, Colúmbia Britânica, no Canadá. Atualmente ela mora em Toronto, Ontário, Canadá.

## Biografia

### Primeiros anos e educação
Desde cedo, Mootoo mostrou talento para desenhar, pintar e escrever, e manifestou interesse em se tornar um artista aos 10 anos de idade. Seus primeiros esforços foram incentivados por sua mãe Indra (nascida Samaroo). Seu pai, Ramesh Mootoo, era médico de família e político de Trindade. Grande parte da vida pessoal e literária de Shani Mootoo centrou-se no ativismo político. De acordo com Mootoo, seus pais ficaram chateados com alguns de seus primeiros poemas porque descreviam o amor entre dois homens ou entre duas mulheres. Ela disse que seus pais estavam preocupados com o que esses temas poderiam significar para seu futuro, e é por isso que ela deixou de lado as palavras e optou por pintar. Ela afirma que voltou a escrever acidentalmente e expressou preocupação por não ser uma escritora, mas primeiro uma pintora. Mootoo discutiu ter sido abusada sexualmente por um dos amigos de seu avô.
Mootoo obteve um BFA em Belas Artes pela Universidade de Western Ontario em 1980 e um mestrado em Inglês e Teatro pela Universidade de Guelph em 2010. Como produtora audiovisual em Vancouver e Nova Iorque, onde morou de 1994 a 1999, explorou em suas pinturas, fotografias e vídeos temas de gênero, sexualidade e raça. Os temas de seu trabalho ressoaram com suas experiências como adolescente em Trindade e como adulta imigrante no Canadá. Seu trabalho de arte visual e vídeo viajou e foi aclamado internacionalmente. Ela agora dá aulas no Programa de Escrita Criativa da Universidade de Toronto.

### Arte visual e produção cinematográfica
O trabalho de arte visual e produção cinematográfica de Mootoo foi exibido internacionalmente, inclusive no Museu de Arte Moderna de Nova Iorque. Sobre o tema do seu trabalho visual, ela disse que, como vítima de abuso infantil, achou mais seguro usar imagens do que palavras. Mootoo usa sua arte como uma forma de lidar com o trauma de sua infância e discutiu sentimentos de confusão sobre por que o universo permitiria o abuso infantil acontecer, ao mesmo tempo que afirma que, como sobrevivente, ela e todos aqueles que sofreram nas mãos dos abusadores devem aceitar o trauma e compreender o que fazer com o sofrimento. Seu trabalho de cinema e vídeo foi revisitado por Rungh em seu programa Longing and Belonging: 1990s South Asian Film and Video, um programa apresentado no DOXA Documentary Film Festival 2019. Mootoo refletiu sobre seu trabalho em cinema e vídeo na década de 1990 no artigo encomendado "Streams Coming Together: vídeo dos anos 1990 em Vancouver e além".

### Carreira literária
A primeira publicação literária de Mootoo, Out on Main Street, uma coleção de contos, foi solicitada pela editora feminista Press Gang, com sede em Vancouver, em 1993, e foi o início de sua carreira literária.
Seu primeiro romance completo, Cereus Blooms at Night, publicado pela Press Gang em 1996, foi selecionado para o Scotia Bank Giller Prize em 1997, o Ethel Wilson Fiction Prize e o Chapters Books in Canada First Novel Award. Foi publicado em 15 países e ganhou o New England Book Sellers Award em 1998. Situado numa ilha tropical, o romance é narrado por um enfermeiro e zelador e explora o trauma, a loucura e a redenção, os legados do abuso sexual e as fronteiras entre o desejo heterossexual e homossexual.
Em 2002, Mootoo seguiu seu primeiro romance com uma coleção de poesia, The Predicament of Or.
Seu segundo romance completo, He Drown She in the Sea, foi publicado em 2005. Ele fez parte da longa lista do Prêmio Literário Internacional de Dublin em 2007.
Seu romance de 2008, Valmiki's Daughter, se passa em San Fernando, Trindade e Tobago, e retrata pai e filha que lutam para aceitar segredos. Mootoo disse que a história é sobre um pai tentando ajudar sua filha a não levar o mesmo tipo de vida enrustida que ele levava. A vida de Viveka e de seu pai é sustentada pelas restrições de classe e raça e, mais importante, pelas convenções sexuais de sua sociedade. Tendo como pano de fundo o lugar fortemente evocado, o romance mostra a aceitação de Viveka da difícil compreensão de que o amor enfrenta os obstáculos da sociedade e de seu conhecimento de sua sobrevivência certa. Valmiki's Daughter foi listada para o Prêmio Scotiabank Giller de 2009. Numa entrevista, Mootoo explicou que percebeu que havia escrito sobre comida em quase todas as páginas da Filha de Valmiki sem perceber. Ela discute a importância da alimentação e do entretenimento das pessoas na cultura de Trindade, bem como em sua vida e em seus outros trabalhos.
Os dois romances mais recentes de Mootoo, Moving Forward Sideways like a Crab (2014) e Polar Vortex (2020), também foram selecionados para o Prêmio Giller.
Os romances de Mootoo são encontrados em listas de cursos nos Departamentos de Inglês, Artes Liberais, Estudos Femininos e Estudos Culturais em universidades no Caribe, Canadá, Estados Unidos, Inglaterra, Europa, Índia e Austrália.
Os artigos literários de Mootoo são mantidos nas Coleções Especiais e Livros Raros da Universidade Simon Fraser. A coleção contém "textos datilografados impressos de trabalhos publicados com rascunhos e documentos de trabalho relacionados, resenhas publicadas, rascunhos de trabalhos inéditos, notas de aula, correspondência profissional, cadernos e cadernos de desenho, produções de vídeo em formato VHS, materiais de áudio e obras de artes visuais".
Em 2022, o Writers' Trust of Canada concedeu à Mootoo o prêmio Writers' Trust Engel/Findley por seu conjunto de trabalho.

### Outros projetos
Mootoo atuou como escritora residente na Universidade de Alberta, na Universidade de Guelph e na Universidade das Índias Ocidentais, e como pesquisadora visitante no Mills College, na Califórnia, nos Estados Unidos. Ela frequentemente fala e lê internacionalmente. Em 2008, a Universidade das Índias Ocidentais, Cave Hill, Barbados, organizou um Simpósio sobre as Ficções de Shani Mootoo no Contexto dos Escritos de Mulheres Caribenhas.
Em 2009, ela atuou no júri do Prêmio Dayne Ogilvie, um prêmio literário para escritores LGBT emergentes no Canadá, selecionando Debra Anderson como a vencedora do prêmio daquele ano.
Mootoo se manifestou contra o abuso infantil. Em 1989, ela falou aos criminosos sexuais no Centro Correcional de Stave Lake sobre ser uma sobrevivente de abuso e sofrimento infantil.

## Vídeos escritos, dirigidos e filmados por Mootoo
- And the Rest is Drag (em inglês), 32 minutos, 2010 com Melisa Brittain e Danielle Peers (KingCrip Productions)
- View (em inglês), 8 minutos, 2000
- Guerita and Prietita (em inglês), 23 minutos, 1999 com Kath High
- Her Sweetness Lingers (em inglês), 18 minutos, 1998
- The Wild Woman in the Woods (em inglês), 12 minutos, 1992
- A Paddle and a Compass (em inglês), 8 minutos, 1992 com Wendy Oberlander
- English Lesson (em inglês), 5 minutos, 1990
- Lest I Burn (em inglês), 8 minutos, 1989

## Exposições em destaque de artes visuais e exibições de vídeos
- Topografias, Galeria de Arte de Vancouver, 1997
- Transcultura, Bienal de Veneza, Veneza, Itália, 1995
- Museu de Arte Moderna de Nova Iorque, Nova Iorque, EUA, 1994, 1995
- Museu dos Queens, Nova York, EUA, 1995
- Exposição Individual, Galeria Nacional, Port of Spain, Trinidad, 1980

## Obras publicadas
- 1993: Out on Main Street (em inglês)
- 1996: Cereus Blooms at Night (em inglês), indicado para o Prêmio Scotiabank Giller
- 2001: The Predicament of or (em inglês)
- 2005: He Drown She in the Sea (em inglês)
- 2009: Valkimi's Daughter (em inglês), lista longa para o Prêmio Scotiabank Giller
- 2014: Moving Forward Sideways like a Crab (em inglês), lista longa para o Prêmio Scotiabank Giller
- 2020: Polar Vortex (em inglês), indicado para o Prêmio Scotiabank Giller